# Nômade Digital
Nômade Digital: um guia para você viver e trabalhar como e onde quiser é um livro de não-ficção brasileiro, escrito pelo autor Matheus de Souza e finalista do 62ª Prêmio Jabuti na categoria Economia Criativa. O livro fala sobre o fenômeno do nomadismo digital e a economia gerada por entusiastas da ideia de trabalhar viajando.